# Vila de Mar
Vila de Mar és un mural pintat en un mur del camí Ral, a l'entrada de Caldes d'Estrac (Maresme). Obra de l'artista Roc Blackblock, es va inaugurar el 4 de setembre de 2022. El mural està inspirat en una fotografia de Maria Codina Duran, de principis del segle xx, on es veuen uns pescadors varant la barca a la platja amb ajuda dels bous, i uns nens estiuejants de Barcelona que s'ho miren.